# Vermoeden van Kepler

mogelijk dichtste stapeling

Het vermoeden van Kepler, naar Johannes Kepler genoemd, is een vermoeden over een onderdeel van de wiskunde. Het gaat over de stapeling van bollen in de Euclidische ruimte in drie dimensies. Het vermoeden luidt dat er een dichtst mogelijke bolstapeling is, dus een stapeling met een pakkingsfactor, die groter of gelijk is aan enige andere stapeling. De pakkingsfactor van deze schikkingen is iets groter dan 74%.
{\displaystyle \eta ={\frac {\pi }{3{\sqrt {2}}}}\approx 0{,}74048}
Er zijn verschillende configuraties die deze dichtst mogelijke stapeling halen.
Thomas Hales kondigde in 1998 aan dat hij een bewijs had voor het vermoeden van Kepler. Het bewijs volgt een aanpak, die in 1953 al door László Fejes Tóth werd voorgesteld. Het bewijs van Hales, een bewijs door gevalsonderscheiding, controleert een groot aantal individuele gevallen met behulp van ingewikkelde computerberekeningen. Referenten hebben gezegd dat ze "99% zeker" zijn van de juistheid van het bewijs van Hales. Het vermoeden van Kepler is dus dicht bij acceptatie als stelling.

## Geschiedenis

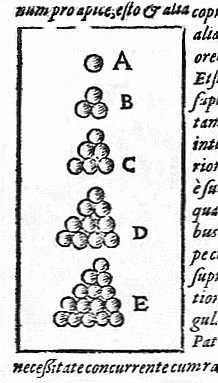
Een van de diagrammen uit de Strena Seu de Nive Sexangula met een illustratie van het vermoeden van Kepler

Het vermoeden werd in 1611 voor het eerst door Johannes Kepler geformuleerd in zijn boekje Strena Seu de Nive Sexangula, Over de zeshoekige sneeuwvlok. Kepler was begonnen met de studie van arrangementen van bollen naar aanleiding van zijn correspondentie in 1606 met de Engels wiskundige en astronoom Thomas Harriot. Harriot was een vriend en assistent van sir Walter Raleigh, die hem een antwoord gevraagd had op de vraag hoe men kanonskogels het beste op de dekken van schepen kon stapelen. Harriot publiceerde in 1591 een studie van verschillende stapelpatronen en werd later van atomisme beschuldigd.

## Websites
- (en)  MathWorld. Kepler Conjecture.
- (en)  Matifutbal.